# 科尔宾 (肯塔基州)
科尔宾（英語：Corbin），是美国肯塔基州的一座城市。建立于1883年，面积约为20.5平方公里（7.9平方英里）。根据2010年美国人口普查，该市的人口为7,304人。